# H1N1/09 pandemikus vírus
A H1N1/09 pandemikus vírus egy H1N1 altípusú Influenzavírus A vírus törzs, amely házisertésekből származik és a 2009-es influenzapandémiát okozta.
A Magyar Immunológiai Társaság tájékoztatása szerint a korábbi, „szezonális” influenza törzseknél az új vírus szaporodóképesebb, nem csak a tüdő, de a bél nyálkahártyáját is károsítja és hosszabb ideig van jelen a szervezetben, így tovább fertőzőképes. Bár a vírus okozta betegség halálozási rátája alacsony, a vírus veszélyes: Súlyos szövődményeket alakíthat ki várandós kismamáknál, veszélyeztetettek a gyenge immunrendszerűek, köztük a csecsemők, és veszélyeztetettebbek a fiatalok, akiknek szervezete még nem találkozhatott hasonló vírussal.
A vírus intenzív immunválaszt vált ki, amely károsítja a légutak felszínének nyálkahártyáját, a tüdő légző felszínének csökkenését, légzéskárosodást, nagyon súlyos tüdővérzést, illetve halált is okozhat. A folyamat gyógyulás esetén is maradandó tüdőkárosodást eredményezhet.

## Jellemzői
A vírus az influenza 2009-ben észlelt törzse. A szezonális influenza korábban létező vakcinái nem nyújtanak ellene védettséget. Az Amerikai Járványügyi Ellenőrző és Megelőző Központ (Centers for Disease Control and Prevention, CDC) által 2009 májusában publikált tanulmány szerint a gyermekek nem rendelkeztek immunitással az új vírussal szemben, a felnőtteknek azonban, különösen 60 év felett, volt bizonyos mértékű immunitása. A gyermekekben nem mutatkozott keresztreaktív antitestválasz az új törzsre, a 18 és 64 év közötti felnőttek esetében 6-9 százalékban, az idősebbeknél 33 százalékban. A korai elemzések közül sok utalt arra, hogy az új törzs öt különböző influenza vírusból tartalmazott géneket: az észak-amerikai sertésinfluenza, az észak-amerikai madárinfluenza, az emberi influenza vírusaiból, illetve két tipikusan Európában és Ázsiában előforduló sertésinfluenza vírusból. További elemzések azt mutatták, hogy az új vírus számos fehérjéje olyan törzsekére hasonlít, amelyek embereket megbetegítve enyhe tüneteket okoznak, és 2009. május 1-jén Wendy Barclay virológus arra utalt, hogy a kezdeti jelek alapján az új vírus a legtöbb ember számára valószínűleg nem okozna súlyos tüneteket. Más vezető kutatók ugyanakkor arra mutattak rá, hogy a többszörös géncsere ellenére a vírus minden része lényegében sertésinfluenza eredetű. Az új vírus teljes genom leírását először az atlantai CDC kutatói bocsátották az adatbázisok rendelkezésére 2009. április 27-én. Május 6-án winnipegi tudósok fejezték be a Mexikóból és Kanadából származó vírusok teljes genetika leírását.

## Eredete
2009. június 23-án a The New York Times arról számolt be, hogy az Egyesült Államok szövetségi mezőgazdasági hivatalnokai azzal a korábbi nézettel szemben, hogy az új influenzatörzs mexikói farmokon jelent meg, már úgy vélik, hogy a törzs valószínűleg Ázsiában jelent meg és egy ember szervezetében jutott Észak-Amerikába. A hivatalnokok kiemelték, hogy e hipotézisre nincs bizonyítékuk, ugyanakkor arra sincs bizonyíték, hogy az eurázsiai és észak-amerikai géneket egyesítő vírus valaha is jelen volt észak-amerikai sertésekben. Arra viszont bőségesen rendelkezésre állnak bizonyítékok, hogy egy vele közeli rokonságban álló "testvérvírus" Ázsiában mozgott."
2009 júniusában egy nemzetközi kutatócsoport az utóbbi évtizedben kifejlesztett számítástechnikai módszerek alkalmazásával igyekezett rekonstruálni a 2009-es pandémia eredetét és útját. A csoport tagja, az Oxfordi Egyetem zoológia tanszékének kutatója, Oliver Pybus szerint "eredményeink azt mutatják, hogy ez a törzs már több évvel az emberre való átterjedés előtt is mozgott a sertéspopulációik között, valószínűleg több kontinensen". Pybus szerint az emberre való átterjedés már több hónappal a járvány felismerése előtt történt. A csoport következtetése az volt, hogy "bár az emberi influenzát szorosan nyomon követjük, a sertésinfluenza rendszeres nyomon követésének hiánya miatt évekig rejtve maradt egy pandémia okozására képes vírus kifejlődése".."

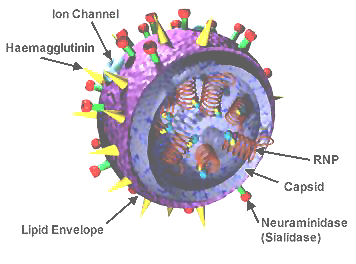
Influenza vírus struktúrája. A hemagglutinin (HA) és neuraminidáz (NA) fehérjék a felszínen láthatók. A genomot alkotó ribonukleinsavak a belül látható vörös tekercsek.

Kutatók szerint valószínűleg az élő sertések Eurázsia és Észak-Amerika közti mozgása tette lehetővé az új H1N1 törzs létrejöttét elősegítő géncseréket.
2009 novemberében jelent meg a Virology Journal portálon egy tanulmány, amely szerint egy laboratóriumban vagy vakcina gyárban történhetett meg három kontinens három különböző törzse közt az új vírust létrehozó géncsere, majd a vírus "kiszökött". Erről a lehetőségről már korábban, 2009 májusában vita volt kutatók közt, és ekkor felkérték az Egészségügyi Világszervezetet (WHO), hogy vizsgálja meg a hipotézist. A WHO és más szervezetek azonban arra jutottak, hogy a pandemikus törzs természetes körülmények közt, nem laboratóriumban alakult ki.

## Fertőzőképessége
A vírus fertőző és a szezonális influenzához hasonló módon terjed emberről emberre. A legáltalánosabb a fertőzöttek köhögése vagy tüsszentései során kiszabaduló cseppecskéken keresztül való fertőzés, amelyek egy másik személy kezére kerülhetnek, majd a szervezetébe, ha megérinti a szemét, orrát vagy száját (bár erre nincs direkt bizonyíték). A H1N1/09 a szezonális influenzánál fertőzőbb, és hordozói tovább fertőzőképesek, mint korábban gondolták. Az amerikai CDC kezdetben azt javasolta, hogy a betegek legalább egy napot várjanak a normális életmenetükhöz való visszatéréssel a láz alábbhagyása után (ami rendesen a tünetek megjelenése után 3-4 nappal következik be), később azonban kiderült, hogy a vírust még több nappal ezután is továbbadhatják.
A vírus fertőzőképessége változhat, ha mutáción megy keresztül.

## Virulenciája
Az új vírus virulenciája enyhe, halálozási rátája alacsony (mintegy 0.1 százalék). 2009 közepén a CDC azt állapította meg, hogy a legtöbb fertőzés a szezonális influenzához hasonlóan enyhe, a felépülés pedig általában meglehetősen gyors. a halálozások száma (2009 szeptemberéig) a szezonális influenza által okozott halálesetek töredéke.
A brit Imperial College London kutatásai azonban azt mutatták ki, hogy a szezonális influenzától eltérően a H1N1/09 a tüdő mélyében lévő sejteket is megfertőzheti. A szezonális influenza csak az a2-6 receptor típusú sejteket fertőzi meg, amelyek tipikusan az orrban és a torokban találhatók meg, a H1n1/09 azonban az a2-3 receptor típusú sejteket is. Ez megmagyarázza, miért okoz egyes betegekben komoly légzőszervi tüneteket. (A H5N1 vírus szintén képes megfertőzni az a2-3 receptorú, mélyen a tüdőben elhelyezkedő sejteket, az a2-6 receptorúakat azonban nem, ettől kevésbé fertőzőképes a H1N1/09-nél.)
Az új influenza megfertőzte betegek legtöbbje enyhe betegségen megy keresztül, a kórházba kerültek egy része azonban komolyan megbetegedik. Mint a kanadai Manitobai Egyetem intenzív ellátásszakértője, Arand Kumar megjegyezte, "ez a pandémia olyan, mintha két betegség volna: vagy pár napig ki kell hagynod a munkát, vagy kórházba kerülsz, gyakran az intenzív osztályra. Nincs középút." A déli féltekén 2009 júliusában és augusztusában a kórházi esetek 15-33 százaléka intenzív kezelést igényelt. A H5N1 madárinfluenzától és a SARStól eltérően, amelyek túlzott immunreakciót provokálnak, a H1N1/09 a tüdőhólyagocskákat rongálja, gyakran okozva heveny légzési zavar szindrómát (acute respiratory distress syndrome, ARDS), amely az esetek felében halálhoz vezet. A korai kutatások szerint a súlyosság az immunrendszerek genetikai változatosságától függő.
Az Egyesült Államokban 2009 áprilisa és novembere között 3900 ember halt meg a H1N1/09 vírus miatt. (A szezonális influenzától ugyanitt évente 36 ezren halnak meg, többnyire télen.)  Az USA-ban diagnosztizált esetek halálozási rátája kisebb volt, mint 0,02%.

## Vakcina

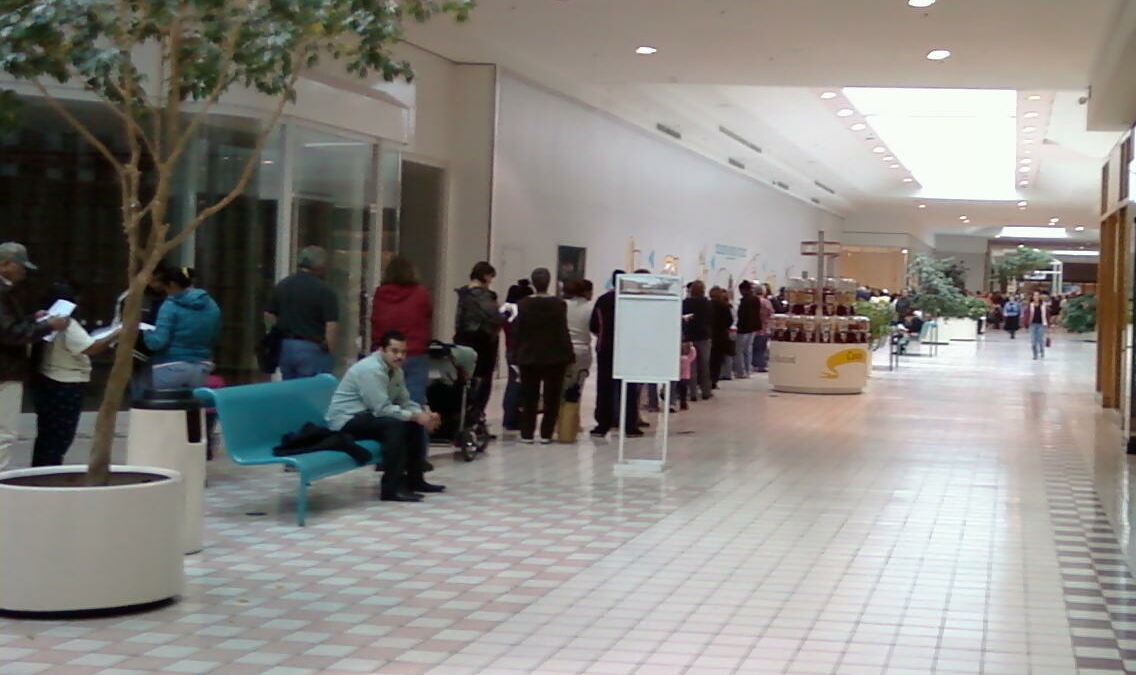
2500 ember áll sorban Texas Cityben, egy áruházban, H1N1 vakcínáért.

A korábban létező vakcinák nem nyújtanak védelmet az új H1N1 influenza ellen. Észak-Amerikában 2009. október végén jelentek meg az első hatékony vakcinák. Akkor úgy tervezték, hogy évente hárommilliárd dózis készül belőle.

## Fejlődési potenciálja
2009. május 22-én a WHO főtitkára, Dr. Margaret Chan azt mondta, hogy a déli féltekén a vírust szorosan figyelemmel kell követni, mert keveredhet a szezonális influenzával és előreláthatatlan módon módosulhat. The New England Journal of Medicine szaklapban író szakértők megjegyezték, hogy a tapasztalatok szerint a pandemikus vírusok szezonról szezonra változtak és a jövőben a mostani vírus is veszélyesebbé, vagy fertőzőbbé válhat. Ezért felhívták a figyelmet a vírus nemzetközi együttműködéssel történő figyelemmel követésének fontosságára.
Más szakértők is attól tartanak, hogy a vírus a következő hónapokban mutáción mehet keresztül. Güuan Yi, a Hongkongi Egyetem virológusa leírása szerint a vírus „nagyon instabil”, ami azt jelenti, hogy más vírusokkal találkozva géncsere útján új genetikai anyaghoz juthat és megváltozhat. Egy interjúban ezt mondta: „A H1N1 és a H5N1 (madárinfluenza) olyan instabilak, hogy emiatt nagyobb az esélye, hogy genetikai anyagot cserélnek, miközben egy szezonális influenza vírus kisebb valószínűséggel vesz fel genetikai anyagot.” A H5N1 vírus általában csak madarakat fertőz meg, de amikor mégis emberre terjed át, a halálozási ráta nagyon magas, 60 és 70 százalék közötti. A szakértők aggódnak, hogy a virulensebb HPAI A/H5N1 madárinfluenza törzs kereszteződhet az emberek közt könnyebben terjedő A típusú influenza törzsek valamelyikével, például az új H1N1 törzzsel, aminek a veszélye különösen nagy azért, mert a H5N1 madárinfluenza törzs már évek óta endemikus a madarakban például Kínában, Vietnámban, Indonéziában vagy Egyiptomban.

## Mutációi
2009. november 20-án a Norvég Közegészségügyi Intézet közleményben tudatta, hogy az új vírusnak egy potenciálisan jelentős mutációjára bukkant, amely súlyosabb tüneteket okozhat. „A mutáció képessé tehette a vírust, hogy mélyebben hatoljon a légzőrendszerbe, súlyosabb betegséget okozva,” – írták.
A WHO szerint a mutáció valószínűleg nem terjedt szét Norvégiában és a mutálódott vírus érzékeny maradt az antivirális szerekre és a korábbi védőoltás is hatásos ellene. Számos más országban, köztük Kínában és az Egyesült Államokban is felfedezték a vírus súlyos vagy kevésbé súlyos betegséget okozó mutációit. „Bár a vizsgálat még folyik, nincs arra utaló bizonyíték, hogy ezek a mutációk a H1N1 fertőzések gyorsabb terjedéséhez, vagy nagyobb számú súlyos, illetve halálos esethez vezetnének,” – írta egy közleményben a WHO."
2009. december 2-án azt közölte, hogy két tudomására jutott esetben a fertőzöttekben kimutatott vírus ellenálló volt az oszeltamivirre. Mindkét esetben – Walesben, illetve Észak-Karolinában – egy kórházi osztály betegei voltak a fertőzöttek és az immunrendszerük legyengült állapotban volt. A gyanú szerint egymásnak adták át a vírust. A december 2-ig eltelt két hétben az ismert oszeltamivir-rezisztens esetek száma 57-ről 96-ra nőtt.

## Érintett fajok
Sertés
Mielőtt elkezdett az emberek közt is terjedni, a vírus sertésekben volt jelen. 2007 augusztusában egy ohioi megyei vásárban 25 ember és 160 sertés lett influenzás. Az elemzés szerint mindegyiküket ugyanaz a H1N1 törzs fertőzte meg, amely emberi, sertés- és madárinfluenza génanyagot tartalmazott. Egy korábbi, 2004-es tanulmány szerint Iowában a sertésállatorvosok 20 százalékának és a húscsomagolók három százalékának vérében mutattak ki olyan antitesteket, amelyek sertésinfluenzával való megfertőződéssel alakulnak ki. Az egyetemi dolgozóknak nem voltak ilyen antitestjeik. Egy másik, 804 iowai közt végzett kutatás azt mutatta, hogy a sertésfarmok dolgozói ötvenszer, a feleségük harmincszor nagyobb valószínűséggel hordozta az antitestet, mint az egyetemi dolgozók.
Pigs are also known to have been infected by humans.
Ember
Emberek közt a vírus 2009 eleje óta terjed. 2009. november 27-én a WHO azt jelentette, hogy „több mint 207 ország, külső terület vagy közösség jelentette a 2009-es H1N1 pandemikus vírus laboratóriumban megerősített eseteit, köztük 7820 halálesetet”. A WHO 622482 laboratóriumban megerősített esetről tudott.
Madarak
2009 augusztusának végén a chilei hatóságok azt fedezték fel, hogy az emberi H1N1/09 vírus mutáció nélkül madarakra terjedt át. A WHO és a CDC szoros figyelemmel követte ezeket a fejleményeket. A megfertőzött pulykák enyhe tüneteket mutattak, a chilei pulykahúst nem kellett kivonni a forgalomból és egyelőre nincs jele potenciálisan veszélyes mutációnak. A virológusok attól tartanak, hogy veszélyes és erősen fertőző vírustörzs születhet, ha a H1N1 a virulensebb, de embereket jelenleg kevéssé fertőző madárinfluenza vírusával kombinálódik. 2009 októberére egy másik esetre is sor került: a kanadai Ontarióban fertőződtek meg pulykák.
Más állatok
2009 októberében megerősítették, hogy egy hörcsög elkapta tulajdonosától a H1N1 vírust Oregonban. 2009 novemberében egy házi macska esetében erősítették meg a fertőzést.
Az Oregoni Állatorvos Szövetség számolt be az első ismert esetről, amikor az új vírus végzett egy macskával. A szövetség azt javasolta a macskatulajdonosoknak, hogy ha kedvencük influenza tüneteit mutatja, ne érintsék a szemét, orrát és száját és alaposan mossanak kezet, miután a macskával érintkeznek, mivel lehet, hogy a macskák is továbbadhatják a vírust az embernek. Az első ismert kutya megfertőződést 2009 decemberében jelentették. Az Oregoni Állatorvos Szövetség számolt be az első ismert esetről, amikor az új vírus végzett egy macskával.

## Elnevezései
A járvány kitörése óta az új vírust több néven is nevezték. A WHO szakértői 2009 júliusában nevezték el H1N1/09 pandemikus vírusnak (angolul Pandemic H1N1/09 virus), hogy megkülönböztessék a szezonális H1N1 vírus törzsektől és a spanyolnáthát okozó H1N1 törzstől.
A vírust korábban elterjedten sertésinfluenza néven emlegették, ez ellen hivatalok és szakmai szervezetek is tiltakoztak, mert alkalmas volt annak a tévhitnek a táplálására, hogy nem biztonságos a sertéshús fogyasztása. E tiltakozások után az „új influenza A/H1N1” név is elterjedt (vagy röviden „új influenza”, illetve „A/H1N1”.
Az amerikai CDC később az „új H1N1” névről a „2009-es H1N1 influenza” név használatára tért át. A magyar Állami Népegészségügyi és Tisztiorvosi Szolgálat honlapján a „Influenza A(H1N1)v” név szerepel, szakmai anyagok alkalmazzák a „új influenza A(H1N1)v 2009 vírus” nevet is. Hollandiában eredetileg sertésinfluenzának nevezték, de a holland közegészségügyi intézet és a helyi média azóta a „mexikói influenza” név használatára tért át. Dél-Korea és Izrael rövid ideig a „mexikói vírus” nevet fontolgatták. ". Később a dél-koreai sajtóban az SI rövidítést használták (angol „swine influenza”, azaz sertésinfluenza. A tajvani médiában a „H1N1 influenza”, illetve „új influenza” nevek gyökeresedtek meg.
Az Állategészségügyi Világszervezet az „észak-amerikai influenza” nevet javasolta. Az Európai Bizottság az „új influenza vírus” nevet használja.

## Fordítás
- Ez a szócikk részben vagy egészben a Pandemic H1N1/09 virus című angol Wikipédia-szócikk fordításán alapul.  Az eredeti cikk szerkesztőit annak laptörténete sorolja fel. Ez a jelzés csupán a megfogalmazás eredetét és a szerzői jogokat jelzi, nem szolgál a cikkben szereplő információk forrásmegjelöléseként.